# Kocho (Gaochang)

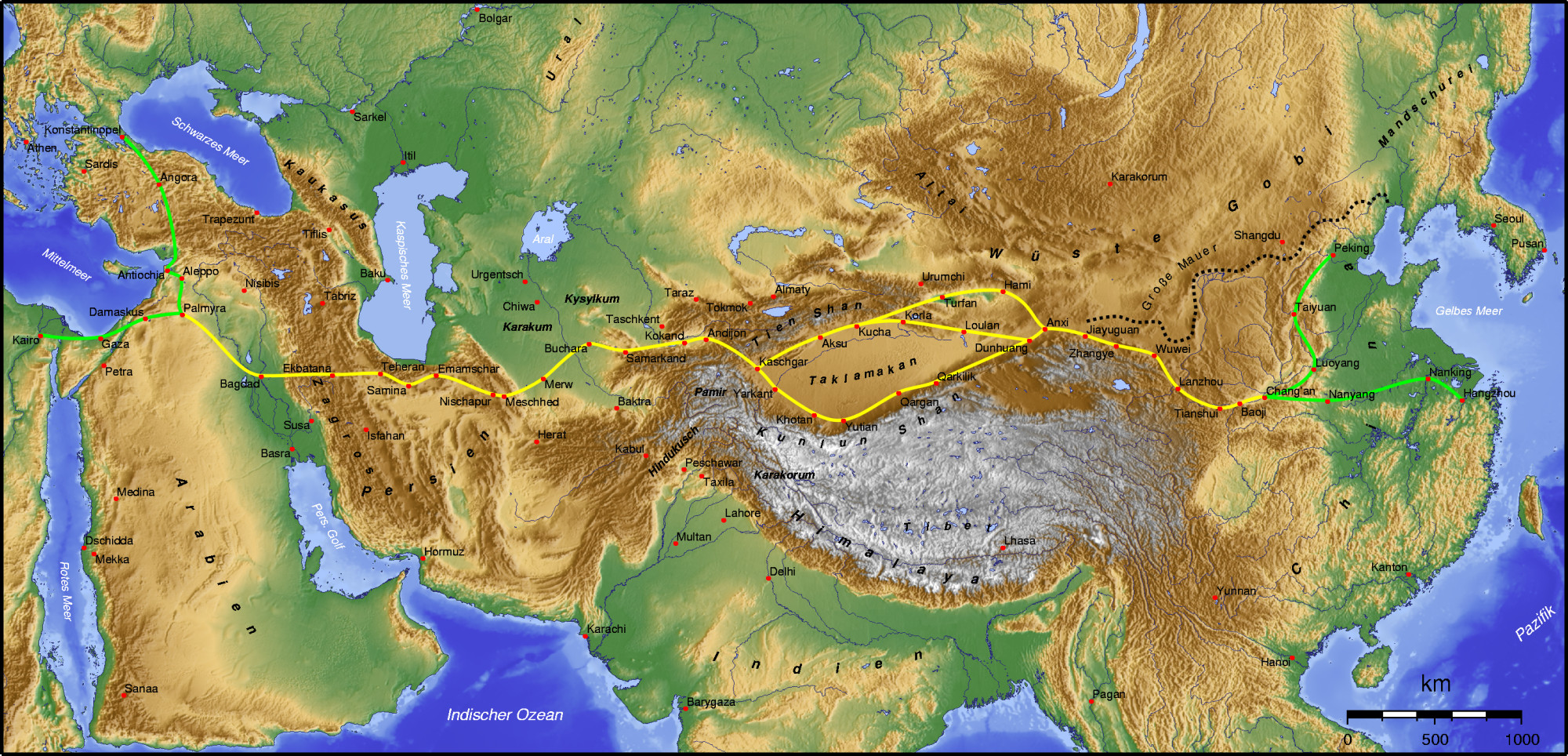
Lage auf der Seidenstraße

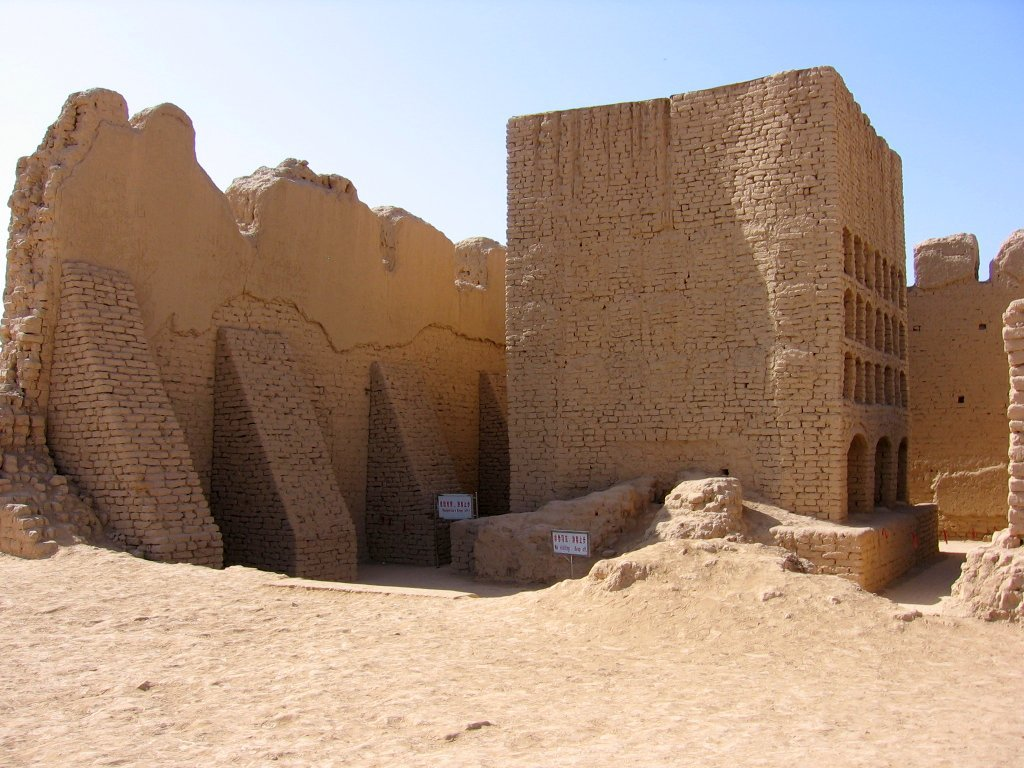
Ruinen von Gaochang

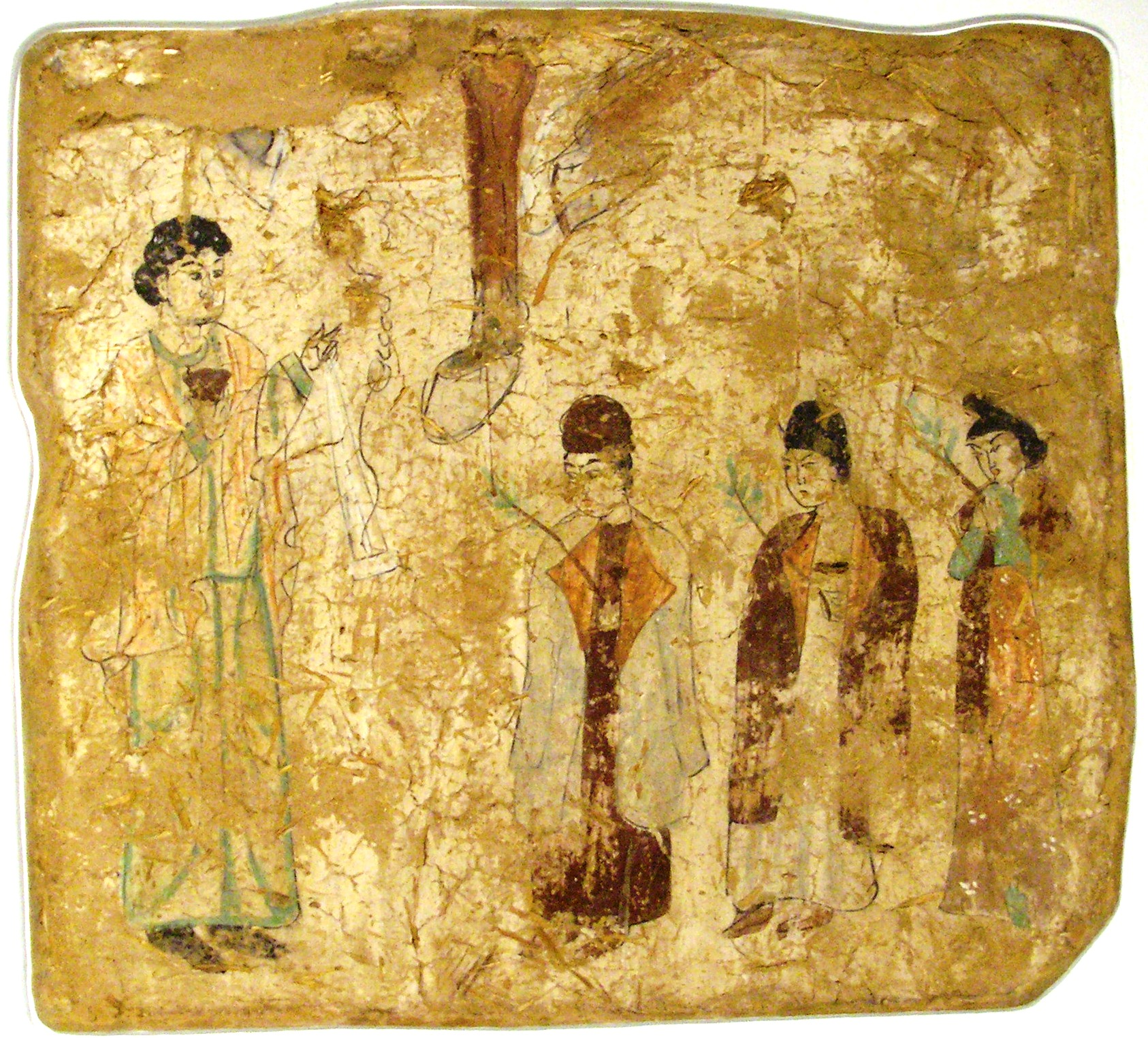
Wandmalerei aus einem christlichen Tempel in Kocho, um 700

Gaochang oder Kocho (chinesisch 高昌, uigurisch Xoqo, Qara-hoja, auch Chotscho, Khocho, Qočo bzw. Qoco) ist eine alte Oasenstadt im Tarimbecken in Zentralasien.
Sie war ein Handelszentrum und Zwischenstation für die auf der Seidenstraße reisenden Kaufleute, ein Verkehrsknotenpunkt im westlichen China.
Heute sind nur noch Ruinen übrig, die sich in der Gemeinde Sanpu des Stadtbezirks Gaochang befinden, etwa 30 km südöstlich des Zentrums der Stadt Turpan. Dieser Ort wurde von den Ortsansässigen ursprünglich Idykut-schari oder Idikutschari genannt. Der deutsche Name für die Stätte ist Chotscho oder Kocho.

## Geografie
Gaochang liegt am nördlichen Rand der unwirtlichen Taklamakan-Wüste in Xinjiang, Volksrepublik China, im Uigurischen Autonomen Gebiet Xinjiang, 30 km vom Stadtzentrum Turpans entfernt.

## Geschichte
Gaochang wurde im 1. Jahrhundert v. Chr. erbaut. Es war ein bedeutender Ort an der Seidenstraße. In den Kriegen des 14. Jahrhunderts wurde die Stadt niedergebrannt. Palastruinen und die innere und äußere Stadtmauer sind noch heute erkennbar.
Seine Geschichte ist nicht sehr gut dokumentiert erhalten, lediglich mündlich überlieferte Erzählungen für eine genaue Schilderung der Geschichte existieren.

### Mittelalter
439 flohen die von Juqu Wuhui (沮渠無諱,  Jǔqú Wúhuí) und Juqu Anzhou (沮渠安周,  Jǔqú Ānzhōu) angeführten Überreste der Nördlichen Liang nach Gaochang, wo sie bis 460 die Macht hatten, als sie von den Rouran (柔然) besiegt wurden. Es gab über zehntausend han-chinesische Haushalte in Gaochang, und die Rouran ernannten im Jahr 460 einen Han-Chinesen namens Kan Bozhou als ihren Vasallen zum König von Gaochang.
Zu dieser Zeit machten die Gaoche (高車) den Rouran im Tarimbecken die Macht streitig. Der Gaoche-König Afuzhiluo (阿伏至羅) tötete Kan Shougui und ernannte einen Han-Chinesen aus Dunhuang namens Zhang Mengming (張孟明) zu seinem eigenen Vasallen-König von Gaochang. Gaochang kam so unter die Herrschaft der Gaoche.
Später wurde Zhang Mengming in einem Aufstand des Volkes von Gaoche getötet und durch Ma Ru (馬儒) ersetzt. 501 wurde Ma Ru selbst gestürzt und getötet, und das Volk von Gaochang ernannte Qu Jia (麴嘉) aus Jincheng (in Gansu) zu seinem König. Qu Jia versprach zunächst ein Bündnis mit den Rouran, aber der Khaghan der Rouran wurde bald darauf von den Gaoche getötet, und die Rouran mussten sich der Oberherrschaft der Gaoche unterwerfen. Später, als die Göktürken die Macht in der Region erlangt hatten, wurde die Qu-Dynastie von Gaochang Vasall der Göktürken. 640 wurde Gaochang von der chinesischen Tang-Dynastie annektiert und in Xizhou (西州) umbenannt.
Von der Mitte des fünften Jahrhunderts bis Mitte des siebten Jahrhunderts gab es vier unabhängige Königreiche in der schmalen Turfan-Senke. Diese sind bekannt unter den Namen der Kan-Familie (阚氏高昌), der Zhang-Familie (张氏高昌), der Ma-Familie (马氏高昌) und der Qu-Familie (麴氏高昌). Im 2. Jahr der Regierungsepoche Zhenguan (628) der Tang-Dynastie reiste der berühmte Mönch Xuanzang durch Gaochang. Im 13. Jahr der Regierungsepoche Zhenguan (640) der Tang-Dynastie wurde der Bezirk Gaochang begründet. Nach den Dokumenten aus der Yuan- und Ming-Dynastie wurde das Qara-hoja für den Namen Gaochang als „Halahezhuo“ (哈拉和卓) und „Huozhou“ (火州) bezeichnet.
Nach 787 stießen die Tibeter in die Gegend vor, und die Grenze zwischen Uiguren und Tibetern verlief ungefähr hier. Nach 842 kehrten die Chinesen wieder zurück.

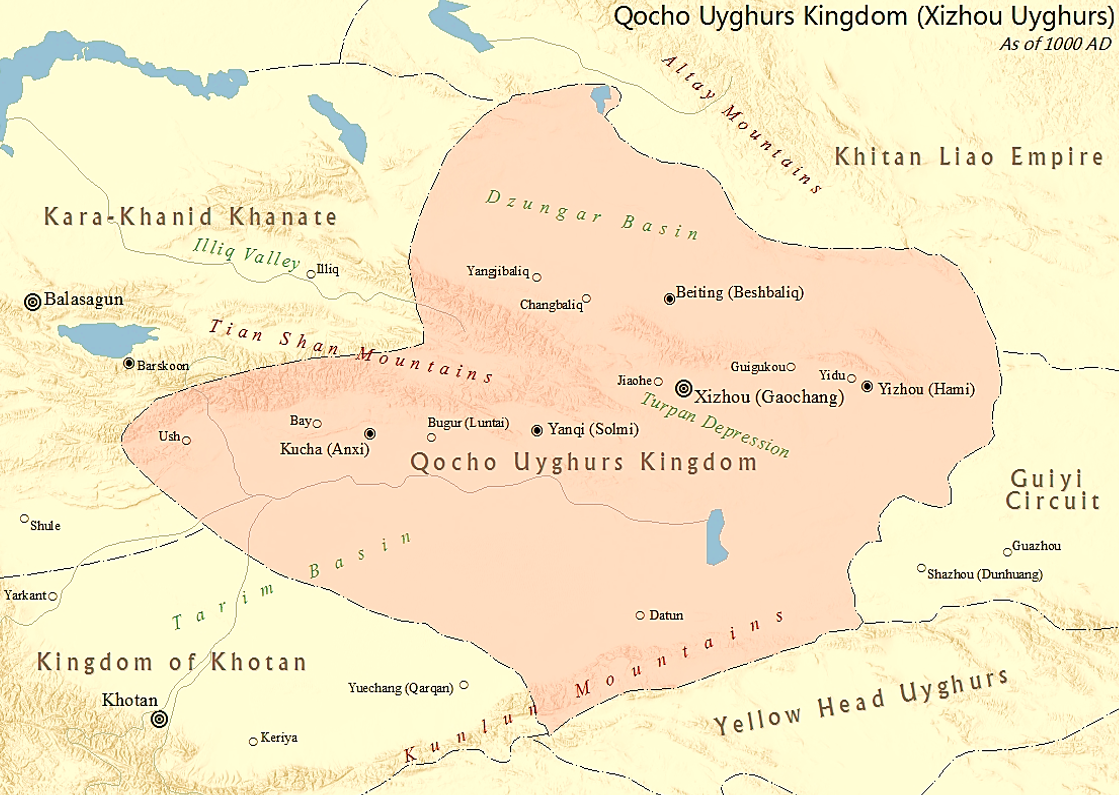
Das Königreich der Uiguren in Kocho (Qocho) um 1000

Mitte des 9. Jahrhunderts kamen Uiguren, die nach dem Untergang ihres Kaganats nach Westen gewandert waren, in die Oasenstädte an der nördlichen Seidenstraße und in die Oasen des nördlichen Tarim-Beckens, wo sie verschiedene Reiche errichteten – so das Reich der Gansu-Uiguren, das bis 1030 Bestand hatte, und das Reich von Kocho.
Das Reich von Kocho umfasste das östliche Tarimbecken, darunter Khotan, seine Hauptstadt war im Sommer Kocho, im Winter Beshbaliq, seine Herrscher wurden „Idykut“ genannt. Die Uiguren brachten den Manichäismus mit, übernahmen aber mit der Zeit den in Kocho verbreiteten Buddhismus, der dann Mitte des 10. Jahrhunderts vorherrschte und sich hier, anders als im restlichen Tarimbecken, bis ins 15. Jahrhundert hielt. Im 11. Jahrhundert musste das Reich die vordringenden Karachaniden abwehren, Khotan ging verloren. Ab 1130 erreichten die Kara-Kitai das Tarimbecken und machten die Uiguren zu ihren Vasallen. 1209 unterstellte sich das Reich von Kocho der Schutzmacht Dschingis Khans bis 1335. Die Uiguren wurden Vasallen der Mongolen und unterstützen sie besonders in der Verwaltung. Der Tschagataide Khizr Khoja, Khan des Östlichen Tschagatai-Khanats, zwang die letzten buddhistischen Uiguren in einem Feldzug zum Übertritt zum Islam, wie Mirza Muhammad Haidar Dughlat in seinem Werk Tarikh-i-Rashidi berichtete. Ab dieser Zeit wurde der Name „Uiguren“ nicht mehr verwendet, bis er in modernen Zeiten reaktiviert wurde.

### Buddhismus
Der Buddhismus breitete sich über die nördliche Route der Seidenstraße von Indien nach China aus, vorwiegend im 4. und 5. Jahrhundert zu Anfang der Nördlichen Wei-Dynastie. Der Ausbau der buddhistischen Höhlen begann während dieser Zeit. Die Höhlen stammen hauptsächlich aus dem 9. Jahrhundert, die spätesten aus dem 13. Jahrhundert. Es gibt größere Gruppen davon nahe Gaochang, die größte ist die der Höhlen von Bezeklik (chin. Bozikeli Qianfodong 柏孜克里克千佛洞).
In der chinesischen Archäologie ist die Stätte von Gaochang unter dem Namen Gaocheng gucheng (高昌故城,  Gāochāng gùchéng, englisch Site of Gaochang (Qoco) City – „Ruinen der alten Stadt Gaocheng“) oder Gaochang gucheng yizhi (高昌古城遗址,  Gāochāng gùchéng yízhǐ, englisch Site of the old city Gaochang (Qoco) City – „Stätte der alten Stadt Gaocheng“) bekannt.

### Forschungsgeschichte
Erste Untersuchungen von Kocho fanden durch den russischen Forschungsreisenden Albert Regel 1879 statt. Weitere Untersuchungen durch Wsewolod Iwanowitsch Roborowski (1893) und Dmitri Alexandrowitsch Klementz (1898) folgten. Albert Grünwedel publizierte 1905 den "Bericht über archäologische Arbeiten in Idikutschari und Umgebung im Winter 1902–1903 (München, Verlag der Königlich Bayerischen Akademie der Wissenschaften). Über die Altertümer der Stadt wurde von Albert von Le Coq im Zuge der ersten deutschen Turfanexpedition (1902–1903) publiziert.

## Bilder

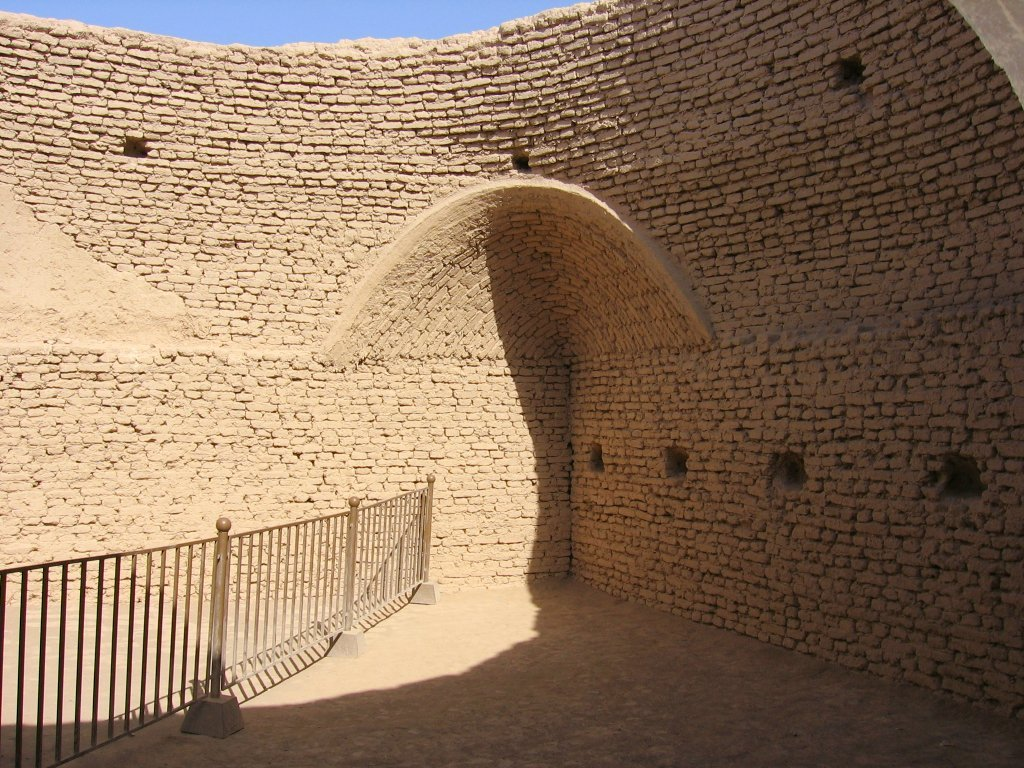
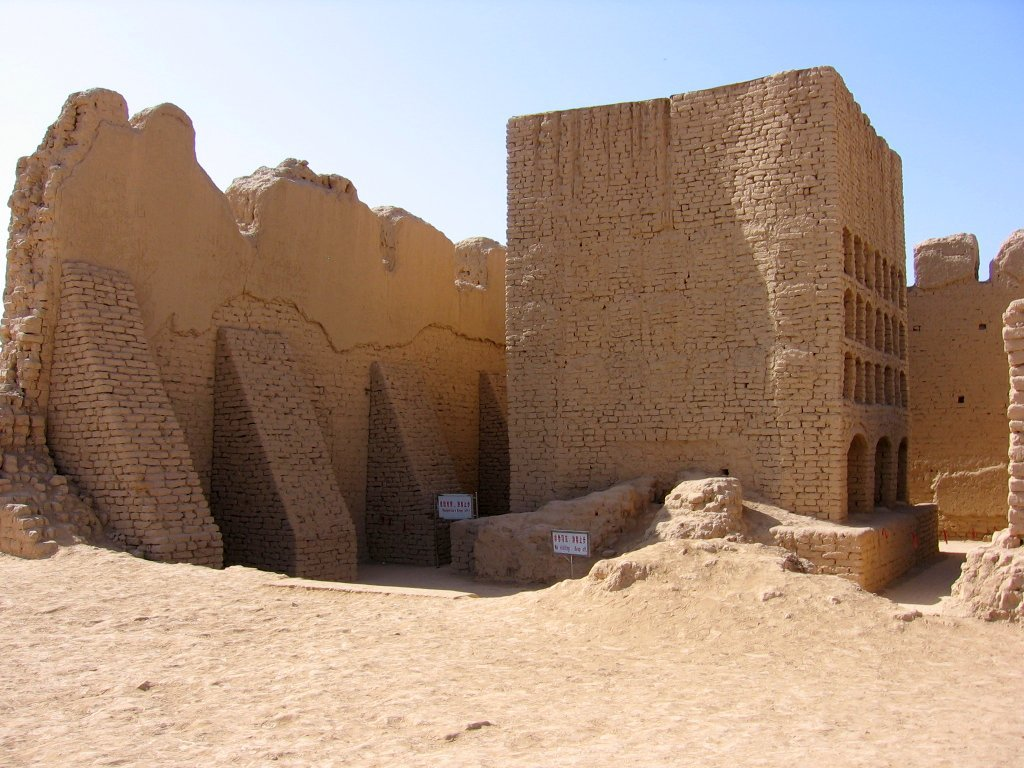
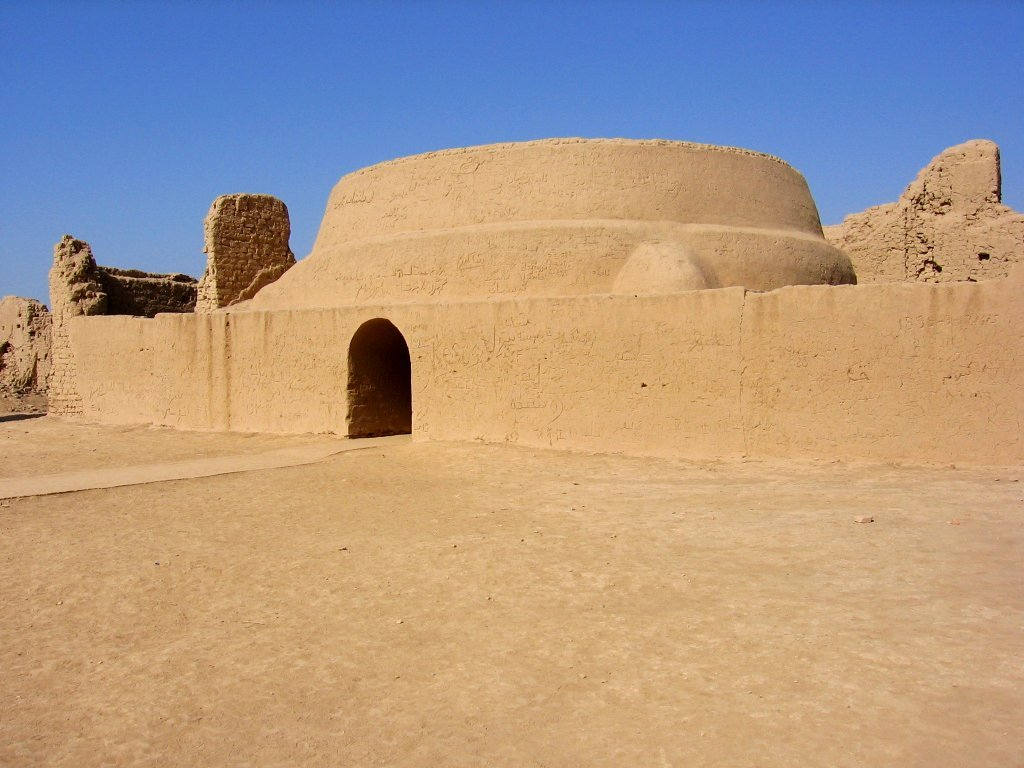
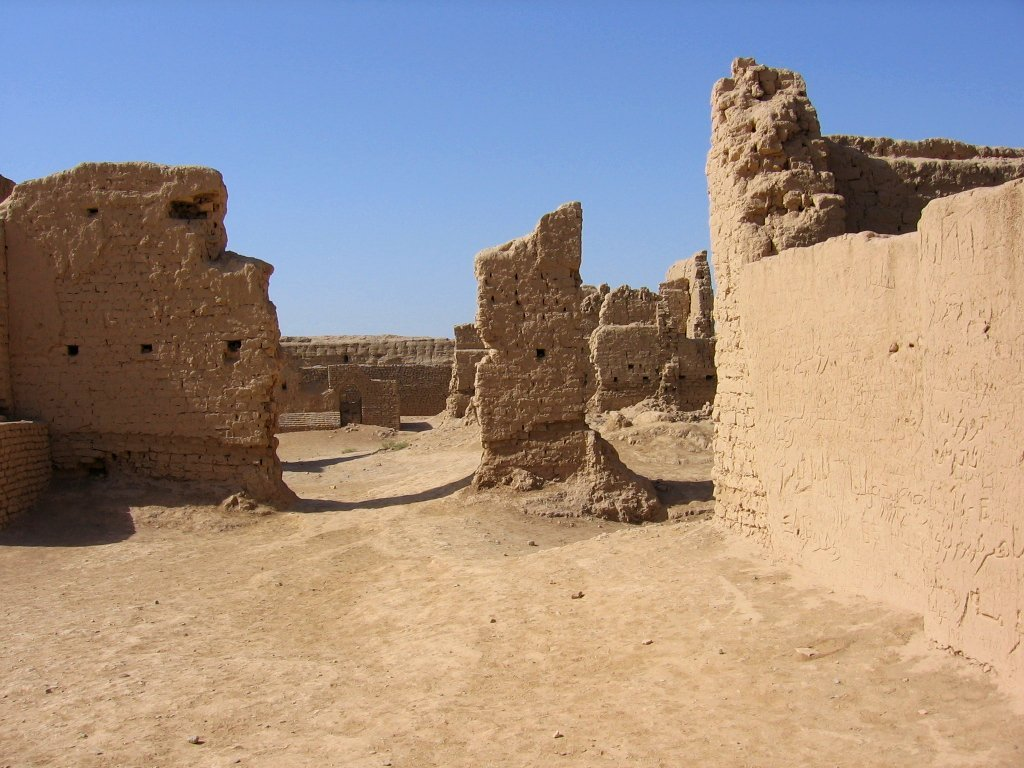

Bilder aus Gaochang bei Turfan